# 臺南藥王廟
臺南藥王廟是昔日臺灣府城七寺八廟之一，也是全臺藥王廟的開基祖廟，主祀藥王大帝，位於台南市中西區。目前為重建後的鋼筋水泥建築，不過仍保留了舊廟的一些木石構件、乾隆五十三(1788年)的「福壽我民」牌匾、道光十一年（1831年）的楹聯及香爐、同治八年（1869年）的籤桶。
另外在藥王廟的右前方有祭祀「榕松公」之小祠，據說是一棵已有三百年歷史的老榕樹。

## 沿革

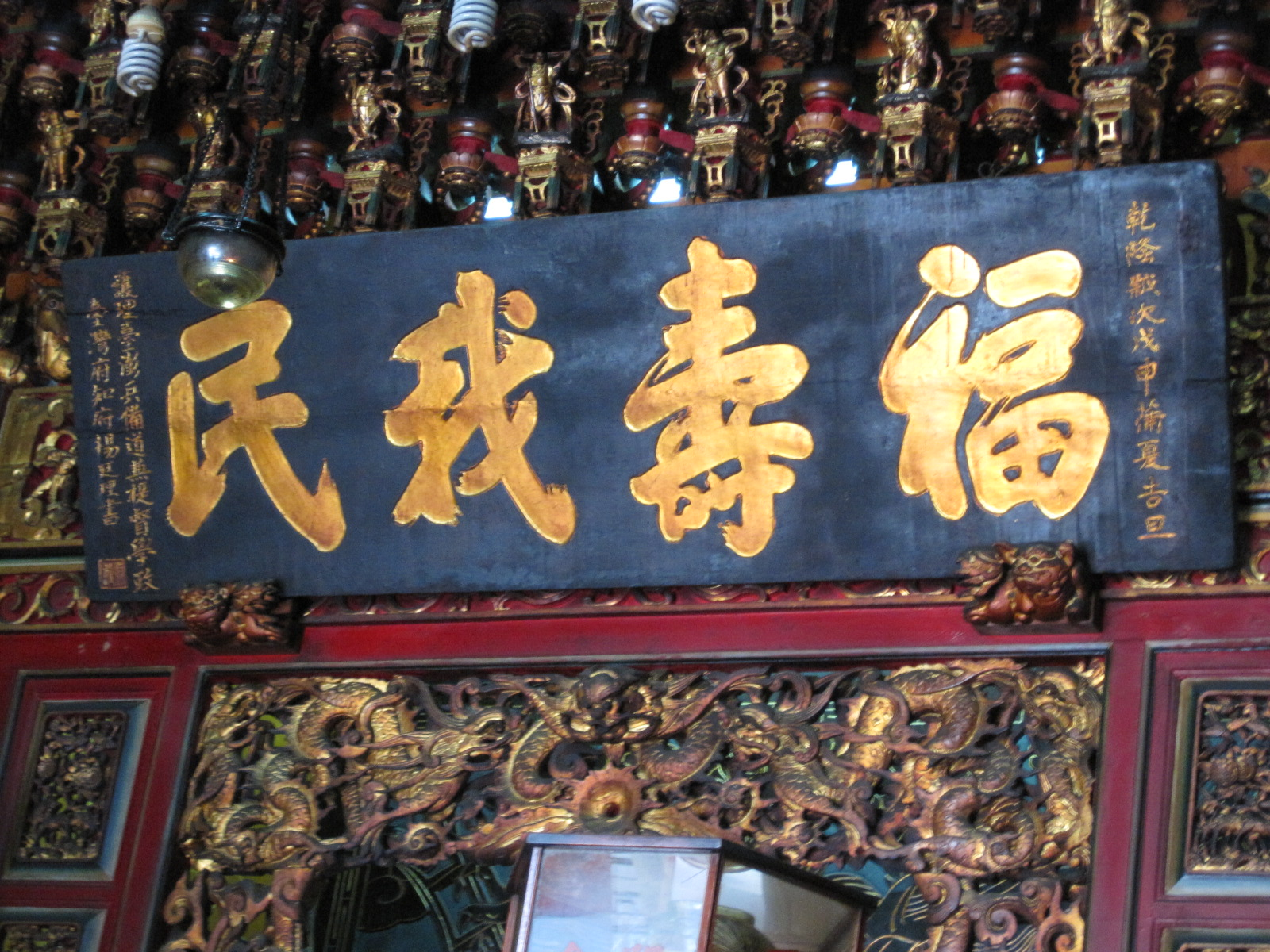
乾隆五十三年（1788年）知府楊廷理所書之「福壽我民」匾。

藥王廟的創建年代一說是清康熙二十四年（1685年）；另一說是康熙五十七年（1718年），由道標千總姚廣提議建造。原先的藥王廟是在西定坊北勢街尾，後來因為原廟狹窄而信徒日眾，便另擇今址於乾隆二十九年（1764年）建廟。時任臺灣道的蔣允焄亦有參與修廟事宜，故在廟中供奉有其長生祿位。當時廟深有三進，規模比今日宏大。之後清道光十八年（1838年）時有重修過，歷代亦有數次重修。
而到了民國五十八年（1969年）時，因為要建設協進街而拆毀了廟宇後方，只剩下前殿。後來於七十五年（1986年）便在前殿之土地上再次重建，七十九年（1990年）安座後遂成今貌。

## 特色
與一般寺廟的坐北朝南方位相比，藥王廟是少見的坐西朝東。有一說因為該廟主祀藥王大帝，面向東方有迎向生命之意。臺南有「五馬朝江一回頭」之說，那「一回頭」即是指藥王廟。

## 奉祀神祇
一樓
- 主神龕－藥王大帝、神農大帝、採藥童子、煉丹童子
- 龍邊神龕－天上聖母（挾祀千里眼、順風耳）、觀音佛祖（挾祀善財、龍女）
- 虎邊神龕－白府王爺、神醫华佗仙翁令牌、梁文科長生祿位、蔣允焄長生祿位、中壇元帥、關聖帝君、五營神將

三樓
- 主神龕－藥王大帝三尊、採藥童子、煉丹童子、左右太監
- 龍邊神龕－註生娘娘、婆姐
- 虎邊神龕－福德正神（挾祀招財童子、進寶童子）

廟前右側
- 榕松公

## 主祀神之爭議
該廟主祀藥王大帝，廟方認為乃神農氏，但《臺南市市區史蹟調查報告書》一書認為應為古代名醫扁鵲。另外還有其他說法說主神是韓康、孫思邈、韋慈藏、章善俊等。不過《臺南市市區史蹟調查報告書》認為因該廟例行祭典是農曆四月廿八日，又高士奇《扈從西巡日錄》中有寫說「藥王廟專祀扁鵲」，且若專祀神農應稱「藥皇廟」而非「藥王廟」，故主祀之神應為扁鵲而非神農。

## 三協境
由南沙宮、金華府及藥王廟所共同聯防之區域，並以風神廟為主廟，防禦區域是在城外五條港之南河港和南勢港。
- 臺南風神廟
- 臺南南沙宮
- 臺南金華府

## 圖片

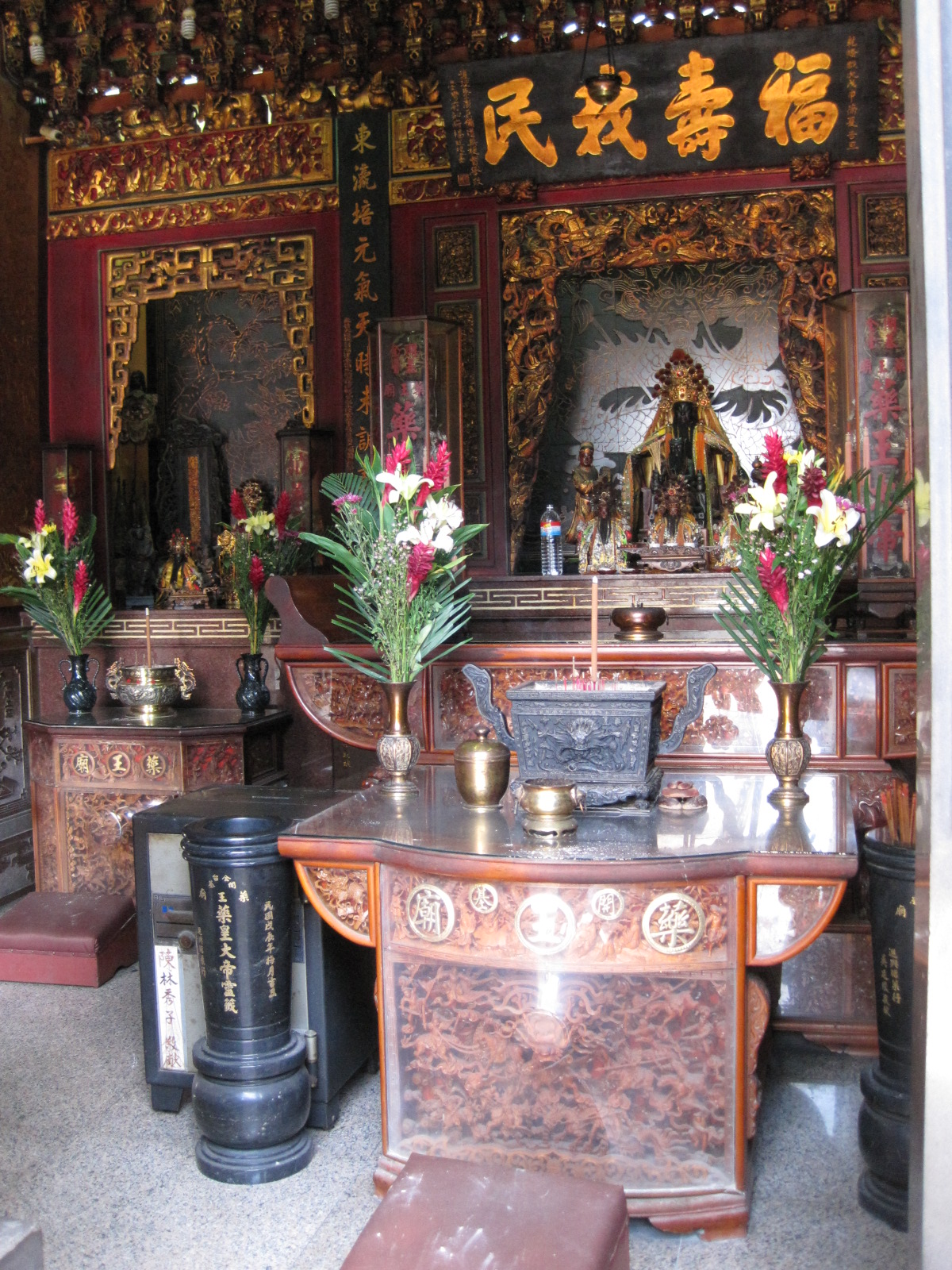
藥王廟內景 (一)
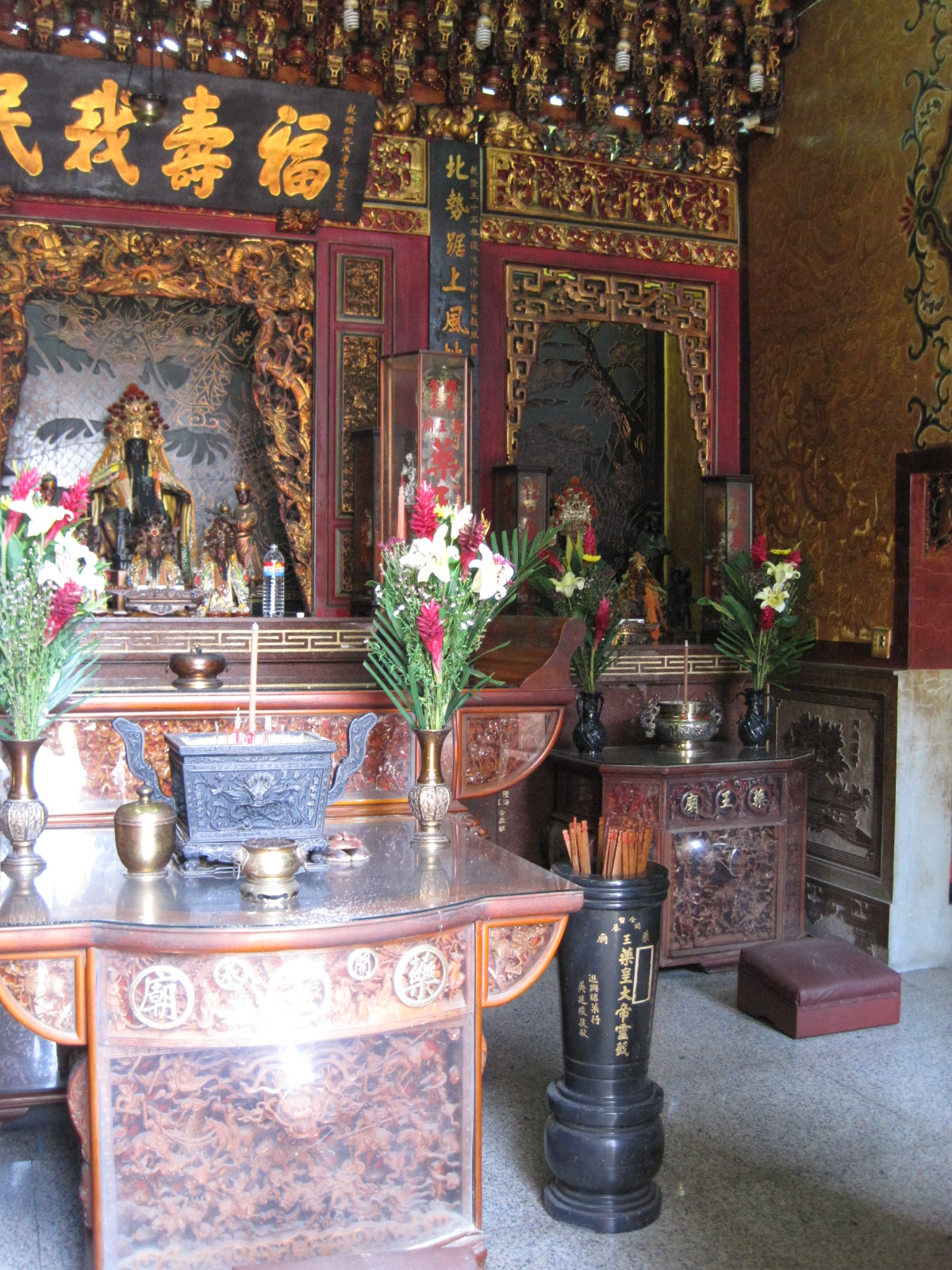
藥王廟內景 (二)
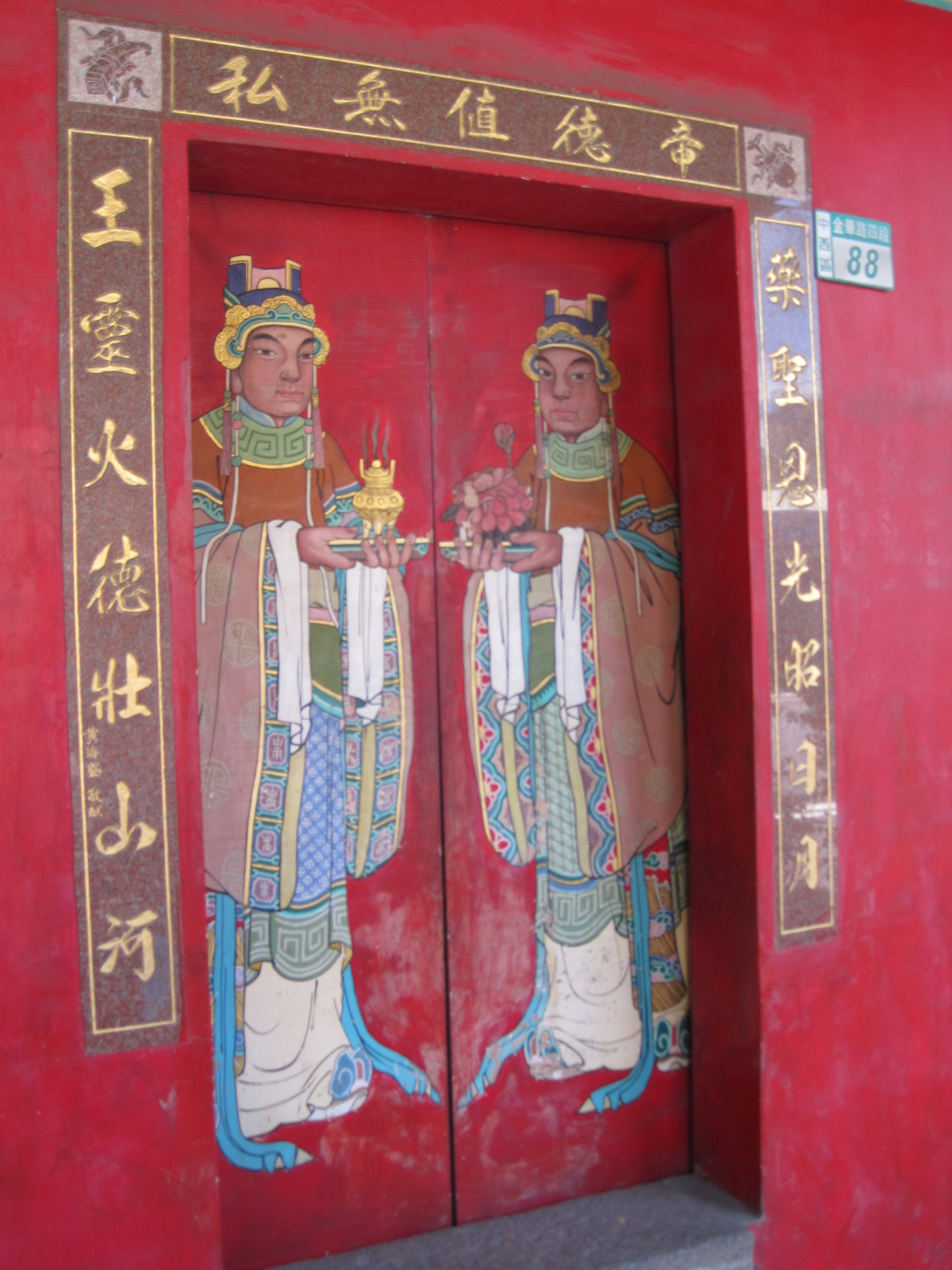
藥王廟後門門神
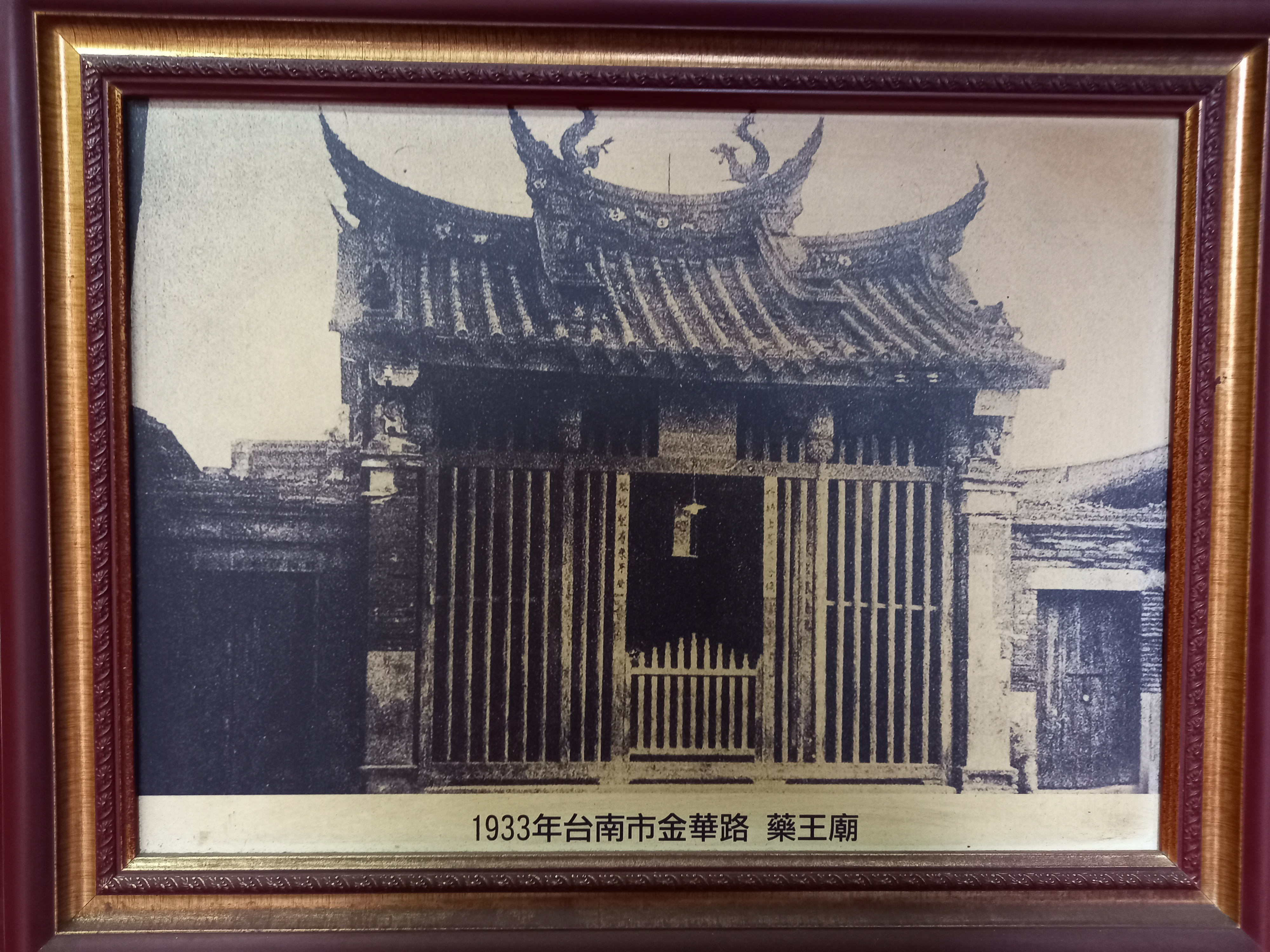
藥王廟舊貌

## 相關
- 北勢街

## 外部連結
- 實景旅遊網－全台開基藥王廟頁面 （页面存档备份，存于）